# Anthony Motor and Cycle Company
Anthony Motor and Cycle Company, vorher Anthony Motor and Manufacturing Company, war ein US-amerikanischer Hersteller von Automobilen.

## Unternehmensgeschichte
W. O. Anthony gründete 1896 das Unternehmen in Colorado Springs in Colorado. Er stellte Zubehör für die Automobilbranche her und entwickelte selber Fahrzeuge. Im Oktober 1899 verkündete eine Zeitung, dass die Produktion begann. Der Markenname lautete Anthony. 1900 endete die Fahrzeugproduktion. Insgesamt entstanden nur wenige Fahrzeuge. Er stellte weiterhin Motoren, Lenkungen und Zubehör her. 1904 starb er bei einem Autounfall. Seine Witwe verkaufte 1906 das Unternehmen an die Western Automobile & Supply Company.

## Fahrzeuge
Im Angebot standen Personenkraftwagen als Phaeton und Runabout sowie Lieferwagen.